# Siomki (obwód witebski)
Siomki (biał. Сёмкі; ros. Сёмки) – wieś na Białorusi, w obwodzie witebskim, w rejonie głębockim, w sielsowiecie Prozoroki.

## Historia
W czasach zaborów wieś w gminie Prozoroki, w powiecie dzisieńskim, w guberni wileńskiej Imperium Rosyjskiego. Pod koniec XIX wieku należała do dóbr Błoszniki, własność Gałdziewiczów.
W latach 1921–1945 wsie Siomki I, Siomki II i Siomki III leżały w Polsce, w województwie wileńskim, w powiecie dziśnieńskim w gminie Orzechowo, od 1923 roku w gminie Prozoroki.
Według Powszechnego Spisu Ludności z 1921 roku zamieszkiwało tu 126 osób, 44 było wyznania rzymskokatolickiego a 82 prawosławnego. Jednocześnie 118 mieszkańców zadeklarowało polską a 8 białoruską przynależność narodową. Było tu 21 budynków mieszkalnych. W 1931 rozróżniono trzy wsie:
- Siomki I – w 11 domach zamieszkiwały 63 osoby[5].
- Siomki II – w 4 domach zamieszkiwało 20 osób[5].
- Siomki III – w 5 domach zamieszkiwały 32 osoby[5].

Wierni należeli do parafii rzymskokatolickiej w Czerniewiczach i prawosławnej w Błosznikach. Miejscowość podlegała pod Sąd Grodzki w Głębokiem i Okręgowy w Wilnie; właściwy urząd pocztowy mieścił się w Prozorokach.
W wyniku napaści ZSRR na Polskę we wrześniu 1939 miejscowość znalazła się pod okupacją sowiecką. 2 listopada została włączona do Białoruskiej SRR. Od czerwca 1941 roku pod okupacją niemiecką. W 1944 miejscowość została ponownie zajęta przez wojska sowieckie i włączona do Białoruskiej SRR.
Od 1991 w składzie niepodległej Białorusi.